# Uovo Memoria di Azov
L'Uovo Memoria di Azov è uno delle uova imperiali Fabergé: un uovo di Pasqua gioiello che il penultimo Zar di Russia, Alessandro III donò a sua moglie, la Zarina Marija Fëdorovna nel 1891.
Fu fabbricato a San Pietroburgo sotto la supervisione di Michail Perchin e Jurij Nikolaj, per conto del gioielliere russo Peter Carl Fabergé, della Fabergé.
L'uovo non ha mai lasciato la Russia e si trova presso l'Armeria del Cremlino a Mosca.

## Descrizione
L'uovo è lungo 9,3 centimetri ed è fatto di eliotropio, oro, diamanti, rubini, platino, acquamarina e velluto.
Il guscio è ricavato da un blocco unico di eliotropio screziato di rosso e blu, con sovrapposto un motivo di volute d'oro decorate con brillanti e fiori d'oro sbalzati, in stile rococò.
Sui bordi delle due metà c'è un'ampia fascia d'oro scanalata, con un rubino a goccia e due diamanti che costituiscono la chiusura. 
L'interno dell'uovo è rivestito in velluto verde.

### Sorpresa
La sorpresa contenuta all'interno è una fedele replica in miniatura dell'incrociatore corazzato della Marina Imperiale Russa Pamjat' Azova (Memoria di Azov), realizzato in oro rosso e giallo, platino e piccoli diamanti per i finestrini, il nome "Azov" appare sulla poppa.
La nave è posta su una lastra di aquamarina, che rappresenta il mare, con una cornice d'oro ed una piccola maniglia che permette al modello di essere rimosso dall'uovo.

## Storia
L'uovo commemora il viaggio in Estremo Oriente fatto nel 1890 dallo Zarevic Nicola e dal Granduca Georgij di Russia a bordo dell'incrociatore Pamjat' Azova;
la decisione di partire fu presa su suggerimento dei genitori, allo scopo di ampliare le prospettive del futuro zar e di suo fratello.
Il viaggio peggiorò la tubercolosi di cui era affetto il Georgij,
inoltre, mentre era in Giappone, Nicola fu vittima di un tentativo di assassinio riportando una grave ferita alla testa.
Anche se l'uovo fu donato alla Zarina prima del verificarsi di questi eventi, apparentemente non fu mai una delle sue uova preferite.